# 大工工事業
大工工事業（だいくこうじぎょう）は、木材の加工や取り付けにより工作物を築造し、工作物に木製設備を取付ける工事を業とする建設業。
工事の例示としては大工工事、型枠工事、造作工事がある。